# Епархия Маумере
Епархия Маумере (лат. Dioecesis Maumerensis) — епархия Римско-католической церкви с центром в городе Маумере, Индонезия. Епархия Маумере входит в митрополию Энде. Кафедральным собором епархии Маумере является церковь Святого Иосифа.

## История
14 декабря 2005 года Римский папа Бенедикт XVI издал буллу «Verbum glorificantes Dei», которой учредил епархию Маумере, выделив её из архиепархии Энде.

## Ординарии епархии
- епископ Викентий Сенси Потокота (14.12.2005 — 14.04.2007) — назначен архиепископом Энде;
- епископ Герульфус Херубим Парейра SVD[1] (19.01.2007 — по настоящее время).